# Sowica jastrzębia
Sowica jastrzębia (Uroglaux dimorpha) – gatunek średniej wielkości ptaka z rodziny puszczykowatych (Strigidae). Zasiedla Nową Gwineę oraz sąsiednią wyspę Yapen. Nie jest zagrożony wyginięciem.

## Systematyka
Jedyny przedstawiciel rodzaju Uroglaux. Blisko spokrewniony z sowami z rodzaju Ninox, w którym niekiedy bywał umieszczany. Nie wyróżnia się podgatunków.

## Morfologia
Całkowita długość ciała wynosi około 34 cm, w tym na dziób przypada 2,5 cm, zaś na ogon 15,7 cm. Skrzydło mierzy 20 cm, skok 3,3 cm. Długość środkowego pazura wynosi 2,7 cm. Wierzch ciała szarobrązowy, pióra na głowie i szyi płowo obrzeżone. Grzbiet i skrzydła pokrywają nieregularne płowoszare pasy. Szlara i brzuch płowe, jasne. Sterówki i lotki szarobrązowe. Skok gęsto płowo opierzony, stopy żółte. Dziób ołowianoszary, zaś tęczówka żółta.

## Zasięg występowania
Zasięg występowania szacowany jest na 181 000 km²; obejmuje wschodnią i zachodnią część Nowej Gwinei oraz wyspę Yapen. Środowisko życia stanowią lasy do wysokości 1200 m n.p.m.

## Zachowanie
Pożywienie stanowią gryzonie, owady oraz małe i średnie ptaki (w tym gołębie z rodzaju Ptilinopus). Biologia rozrodu mało poznana, podloty obserwowano na początku sierpnia.

## Status
Międzynarodowa Unia Ochrony Przyrody (IUCN) od 2017 roku uznaje sowicę jastrzębią za gatunek najmniejszej troski (LC – Least Concern), wcześniej miała ona status gatunku niedostatecznie rozpoznanego (DD – Data Deficient). Liczebność populacji nie została oszacowana, ale ptak ten opisywany jest jako bardzo rzadki lub rzadki. Trend liczebności populacji uznaje się za spadkowy ze względu na postępujące niszczenie siedlisk.